# Hampus Svensson
Hampus Svensson, född 17 juni 1998 i Karlskrona, är en svensk idrottsman inom drakbåtspaddling . Svensson tävlar för Kajakklubben Eskimå men har även tävlat för Örnsbergs Kanotsällskap. 
Utmärkande för Svensson är en god förmåga att anpassa sig till olika platser i drakbåten. Han satt på rad 10 vänster i finalen på drakbåts-VM 2014 i Poznan då det svenska drakbåtslandslaget tog VM-brons på 500 meter i 20manna mixed. På drakbåts-EM 2015 tog Svensson EM-guld med det svenska drakbåtslandslaget i 20manna mixed 200 meter och paddlade i finalen på rad 2 vänster. Han har även erfarenhet att sitta längst fram, på rad 1, vilket han gjorde då han tog SM-guld med Kajakklubben Eskimå i 10manna mixed 200 meter i Nyköping 2015.
2016 kommer Hampus att tävla på drakbåts-EM i Rom den 29-31 juli samt drakbåts-VM i Moskva den 8-11 september.

## Meriter
IDBF-VM
- Welland 2015
  - Brons 20manna mix 200m (U24) [3]
  - Brons 20manna mix 2000m (U24) [3]

EDBF-EM
- Rom 2016
  - Guld 10manna herr 200m (U24) [4]
  - Guld 10manna herr 1500m (U24) [4]
  - Silver 10manna herr 500m (U24) [4]

ICF-VM
- Poznan 2014
  - Silver 10manna dam 500m [5]
  - Brons 20manna mix 500m [5]

ECA-EM
- Auronzo di Cadore 2015
  - Guld 20manna mix 200m [6]
  - Brons 20manna mix 500m [7]
  - Brons 20manna mix 2000m [8]
  - Brons 10manna mix 200m [9]
  - Brons 10manna herr 200m [10]
  - Brons 10manna herr 2000m [11]

SM
- Nyköping 2019
  - Guld 10manna herr 200m
  - Guld 10manna herr 500m
  - Brons 10manna mix 200m
- Hofors 2016
  - Silver 10manna mix 200m
  - Brons 10manna mix 500m
- Nyköping 2015
  - Guld 10manna mix 200m
- Jönköping 2014
  - Guld 10manna mix 200m
  - Guld 10manna mix 500m

## Bildgalleri

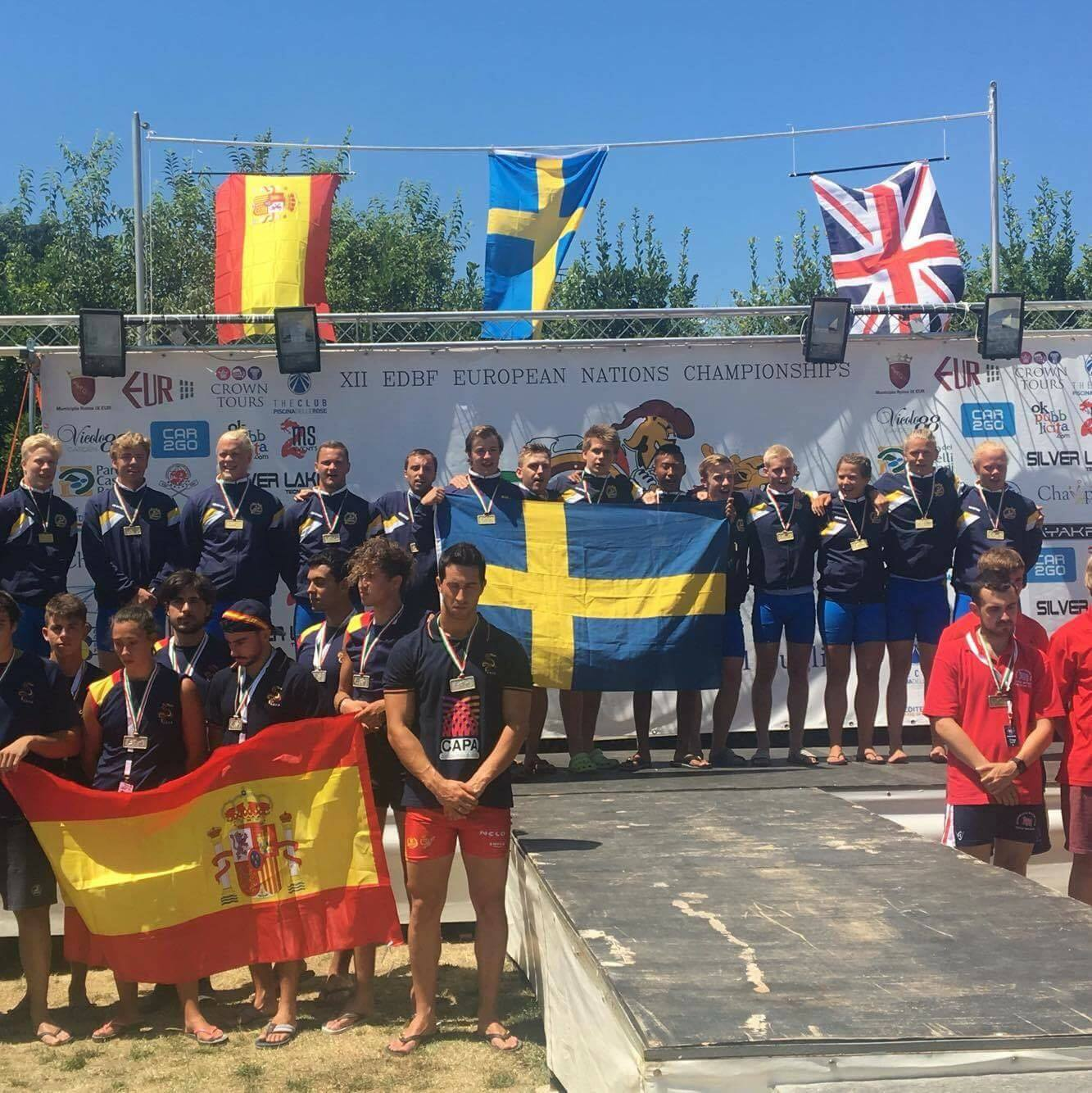
Medaljceremoni, EM-guld i U24, 200m 2016
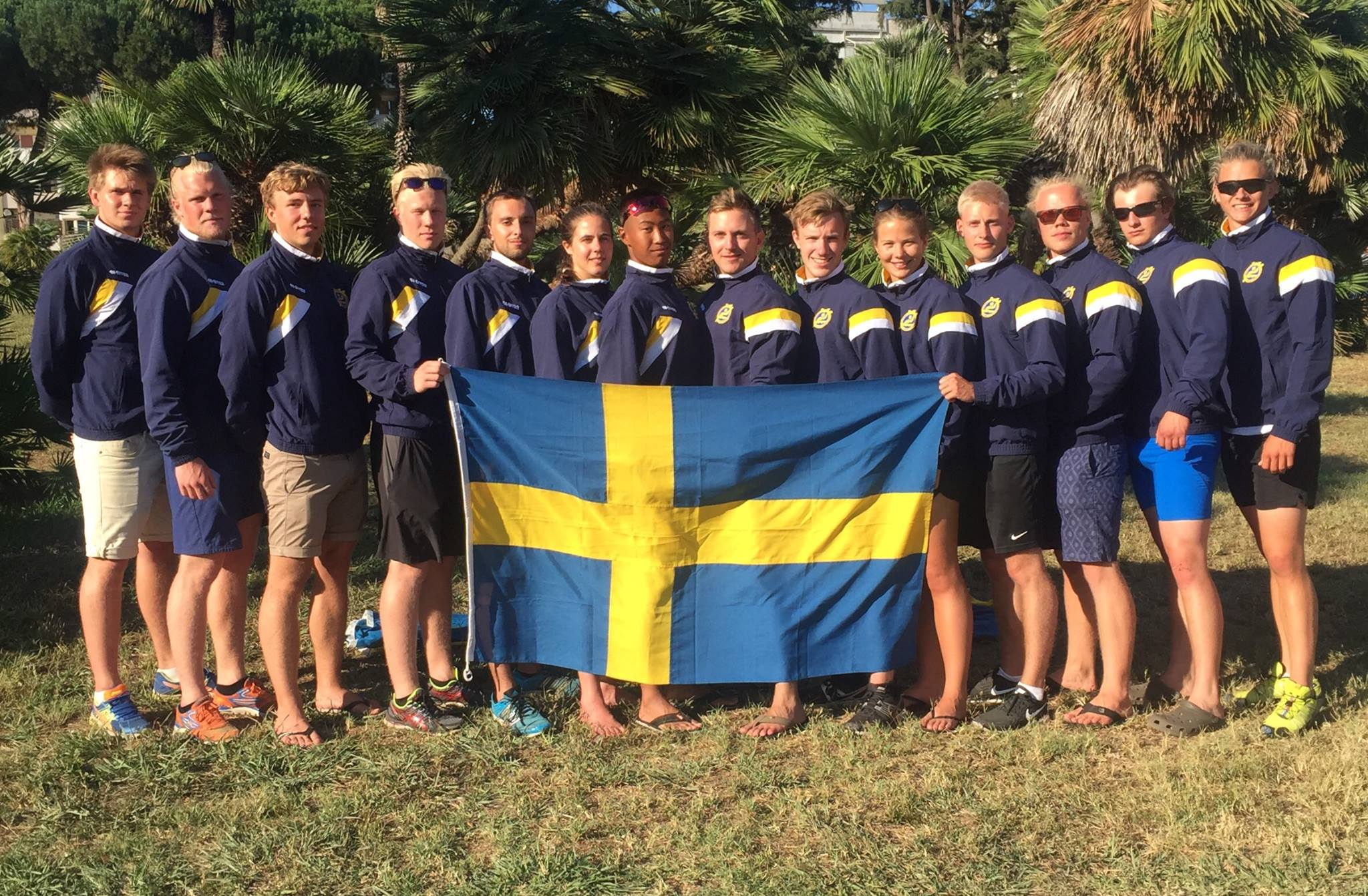
Lagfoto, EM-guld i U24, 1500m 2016
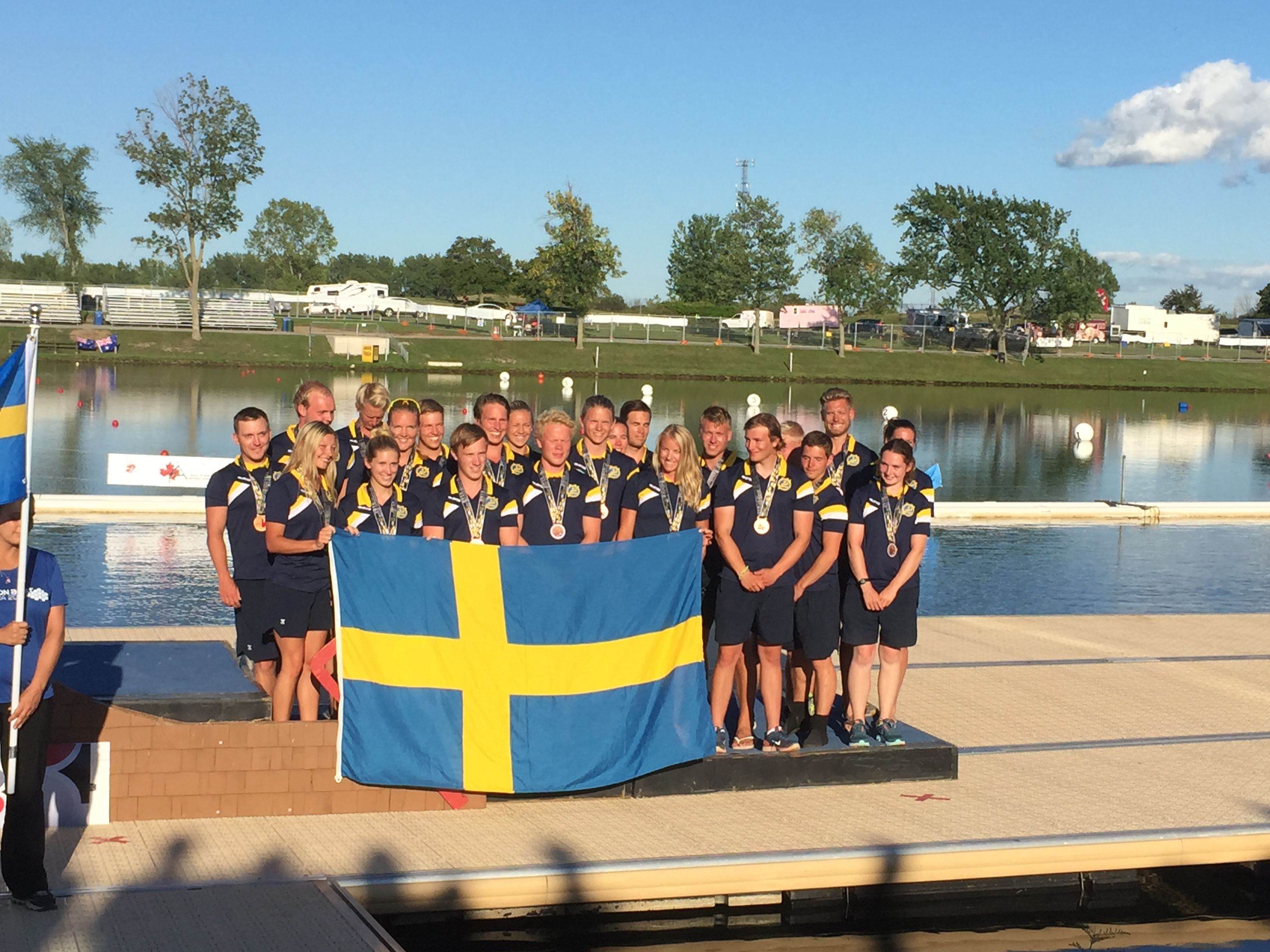
Medaljceremoni, VM-brons i U24, 200m 2015
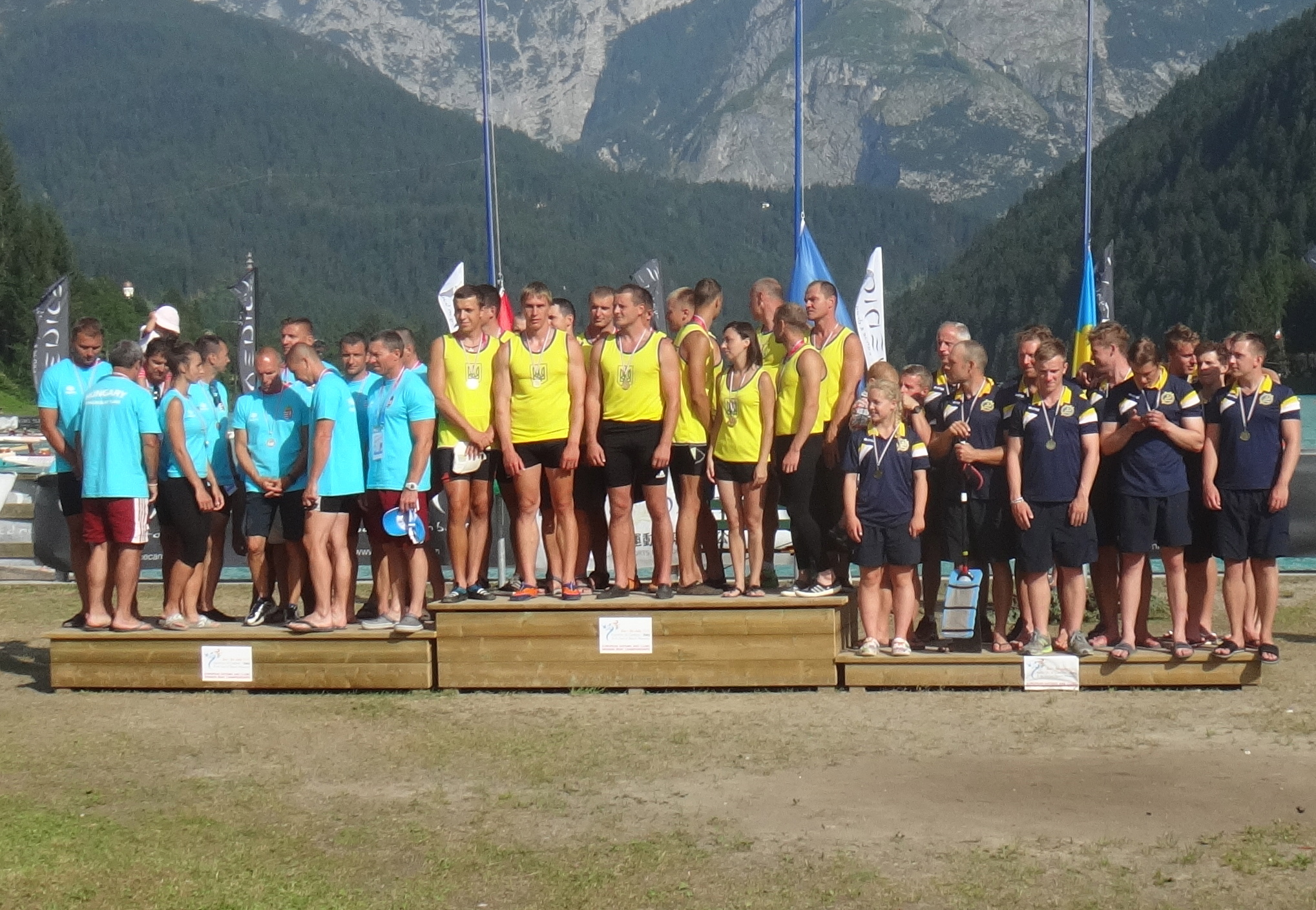
Medaljceremoni, EM-brons i senior, 200m 2015
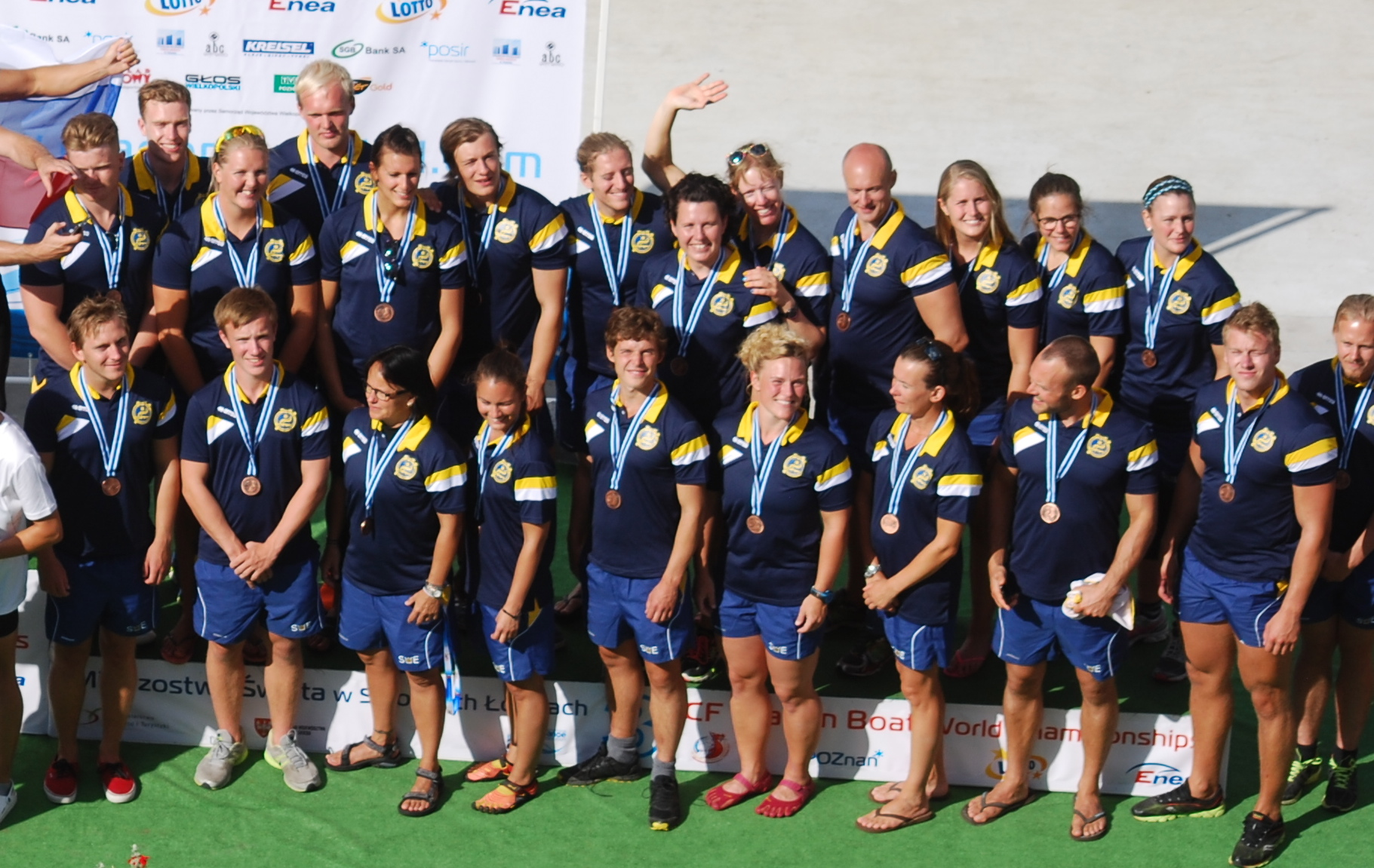
Medaljceremoni, VM-brons i senior, 500m 2014